# Gudbrand on the Hill-side
Gudbrand on the Hillside és un conte folklòric noruec sobre trobar el bé en qualsevol situació. Està present en nombroses col·leccions de contes populars, incloses Best-Loved Folktales of the World (1982). Va ser un dels molts contes populars nòrdics inclosos a Norske Folkeeventyr per Peter Christen Asbjørnsen i Jørgen Engebretsen Moe entre el 1853 i 1858.
Hans Christian Andersen en feu una adaptació d'aquest conte titulada "What the Old Man does is always Right" (a Nye Eventyr og Historier, 1861).
A aquesta història s'atribueixen temes d'optimisme, fixació pel costat lluminós de la vida i la felicitat conjugal.

## Resum
La història tracta sobre Gudbrand i la seva dona, que viuen en un turó i es porten molt bé. Tenen dues vaques i decideixen portar-ne una a la ciutat per vendre. Quan Gudbrand arriba a la ciutat, no és capaç de vendre la seva vaca, però ja que està tan bé com abans, es dirigeix cap a casa.
De tornada a casa, topa amb un home que té un cavall, i ell comercia la vaca pel cavall. A continuació, coneix un home amb un porc, i comercia el cavall amb el porc. Després arriba a un home amb una cabra i comercialitza el porc per la cabra. Tot seguit comercia la seva cabra amb un home que té una ovella. La ovella la comercia amb un altre home per una oca. Aleshores de la mateixa manera adquireix un gall. I al final s'adona que té fam i necessita menjar, així que ven el seu gall per comprar una mica de menjar, deixant-lo anar amb les mans buides.
Gudbrand s'atura a casa del seu veí per descansar a la nit i li explica al veí la seva història. El veí li diu que no li agradaria estar en el seu cas, ja que la dona estarà molt molesta quan ell torni sense res. Gudbrand diu al seu veí que ell i la seva dona s'ho passen bé, i ella entendrà i estarà d'acord amb les seves decisions.
Fa una aposta amb el seu veí per cent tàlers que té a casa. L'aposta és que l'esposa de Gudbrand no estarà disgustada per les seves decisions, i el seu veí accepta. L'endemà, Gudbrand i el seu veí es dirigiren cap a casa seva, i el veí s'amagà darrere la porta mentre Gudbrand saludava a la seva dona i li explicava els detalls dels seus viatges. Mentre ell li explicava els seus actes, trobà un costat positiu en totes les seves decisions i, mentre ell li deia que s'havia venut el gall perquè necessitava menjar per tornar a casa, ella exclamà: "Lloat sia Déu que ho vares fer! Facis el que facis, ho fas sempre des del cor. I gràcies al cel que et torno a tenir segur a casa; tu que ho fas tot tan bé que no vull ni gall ni oca, ni porcs ni gossos ". I Gudbrand guanya l'aposta amb el seu veí.
En la versió d'Andersen, anomenada "El que fa el Vell és sempre correcte" (de vegades es tradueix "El que fa el pare és sempre correcte"), la història essencial és la mateixa, encara que alguns dels components són diferents. En lloc d'una vaca, l'home comença amb un cavall; en lloc d'acabar amb res, acaba amb una bossa de pomes podrides; i en comptes d'un veí, la seva aposta és amb dos anglesos que viatgen.

## Personatges
- Gudbrand: un bon marit que pren decisions impulsives però té una actitud positiva sobre tot allò que la vida envia al seu camí.
- L'esposa de Gudbrand: optimista i solidària amb les decisions del seu marit; troba el bé en tots els esdeveniments.
- Veí: representa com reaccionaria la majoria de les persones a la naturalesa impulsiva de Gudbrand i com respondrien les dones de la majoria de les persones.

## Temes i anàlisi
A l'índex de tipus de conte d'Aarne-Thompson, "Gudbrand on the Hillside" es classifica al 1415, Trading Away One's Fortune.
El benefici d'un matrimoni feliç i de confiança és la temàtica. I George Webbe Dasent, remarca la senzillesa del conte, assenyala que "La felicitat de la vida casada no es va contar mai amb més bellesa" que en aquesta història, "on la tendresa de la dona pel seu marit pesa per sobre totes les altres consideracions". Un altre tema en aquesta línia és la importància per a la felicitat personal de veure el bé en el que tens.
El conte s'ha utilitzat en les discussions sobre dissonància cognitiva per exemplificar un comportament creixent de la dissonància (repetició de comerç pobre) que condueix a un comportament de reducció de la dissonància (creient que els comerços estaven ben fets).
El 1939, Johannes V. Jensen va reinterpretar la història invertint-la: l'home comença amb una bossa de pomes podrides i acaba amb un cavall, i la seva dona està descontenta amb cada ofici que fa (compareu-ho amb la llegenda japonesa del milionari de palla).